# ファッブリケ・ディ・ヴァッリコ
ファッブリケ・ディ・ヴァッリコ（伊: Fabbriche di Vallico）は、イタリア共和国トスカーナ州ルッカ県ファッブリケ・ディ・ヴェルジェーモリにある分離集落（フラツィオーネ）。
かつては独立した自治体（コムーネ）であったが、2014年1月1日、ヴェルジェーモリと合併し、新自治体の一部となった。

## 地理

### 位置・広がり
ルッカ県中部に位置する。

#### 隣接コムーネ
コムーネとしてのファッブリケ・ディ・ヴァッリコは、以下のコムーネと隣接していた。
- ボルゴ・ア・モッツァーノ
- ガッリカーノ
- ペスカーリア
- ヴェルジェーモリ